# Mildmay (Ontario)
Mildmay est un village de la municipalité de South Bruce, dans le comté de Bruce en Ontario, au Canada

## Histoire
Le village fut créé en 1867 lorsque Samuel Merner y arpenta un terrain. Bien qu'il fût autrefois connu sous le nom de Mernersville, le village fut nommé en hommage au Mildmay Park de Londres, au Royaume-Uni lors de l'ouverture du bureau de poste.

## Géographie
Le village est situé sur la route 9.

## Administration
Le village fait partie de la municipalité de South Bruce, il n'est donc pas une municipalité en soi.